# Cotoneaster lacei
Cotoneaster lacei är en rosväxtart som beskrevs av Klotz. Cotoneaster lacei ingår i släktet oxbär, och familjen rosväxter. Inga underarter finns listade i Catalogue of Life.